# Bully (Rhône)
Pour les articles homonymes, voir Bully.
Bully est une commune française située dans le département du Rhône, en région Auvergne-Rhône-Alpes.
Bully est située au sud du Beaujolais.

## Géographie
Autrefois traversé par la via francisca qui avait remplacé l'antique « route du bronze » des ségusiaves, Bully est situé aujourd'hui en bordure de la Nationale 7, à une trentaine de kilomètres au nord-ouest de Lyon, entre L'Arbresle et Tarare, aux confins sud du Beaujolais, dans le département du Rhône (69).
Bully, en latin Bulliacus, serait un nom d'origine gallo-romaine qui signifierait « propriété de la famille de Bullieu », famille dont les membres furent seigneurs du village au Moyen Âge. Mais il est également possible que ce nom vienne du latin bullire (bouillir) car Bully était connu du temps des Romains pour ses sources dont la découverte à la fin du XIXe siècle, vers la Turdine, au bout de l'actuel chemin des Thermes, de deux bassins contenant des pièces de monnaie romaines frappées sous différents empereurs, atteste la renommée de l'époque. Ces vestiges sont malheureusement perdus aujourd'hui.
De nos jours, Bully compte environ 2 000 habitants, sur une superficie de 1 259 hectares, dont 250 en vignobles qui en font la première commune viticole du canton de L'Arbresle. Le bourg, dominé par le clocher de son église et le donjon du château, constitue un pittoresque village dominant la vallée de la Turdine. Bully est entouré des communes de L'Arbresle, Sarcey, Saint-Romain-de-Popey, Savigny, Le Breuil et Saint-Germain-Nuelles
Comme bon nombre d'autres villages du Beaujolais, la plupart des maisons anciennes sont construites en pierres dorées, ce qui donne un charme particulier à ce village.
Une des principales activités économiques est la viticulture avec la production du Beaujolais. La cave des vignerons de Bully est une des plus importantes du pays Beaujolais.
L'autoroute A89 passe sur le territoire de la commune depuis le 21 janvier 2013. L'accès se fait via l'antenne de L'Arbresle depuis l'est et via le diffuseur de Tarare-Est (sur la commune de Saint-Romain-de-Popey, près de Pontcharra) depuis l'ouest.

### Climat
Pour des articles plus généraux, voir Climat d'Auvergne-Rhône-Alpes et Climat du Rhône.
En 2010, le climat de la commune est de type climat océanique dégradé des plaines du Centre et du Nord, selon une étude du Centre national de la recherche scientifique s'appuyant sur une série de données couvrant la période 1971-2000. En 2020, Météo-France publie une typologie des climats de la France métropolitaine dans laquelle la commune est exposée à un climat de montagne ou de marges de montagne et est dans la région climatique  Nord-est du Massif Central, caractérisée par une pluviométrie annuelle de 800 à 1 200 mm, bien répartie dans l’année. 
Pour la période 1971-2000, la température annuelle moyenne est de 11,3 °C, avec une amplitude thermique annuelle de 17,5 °C. Le cumul annuel moyen de précipitations est de 817 mm, avec 9,2 jours de précipitations en janvier et 6,4 jours en juillet. Pour la période 1991-2020, la température moyenne annuelle observée sur la station météorologique de Météo-France la plus proche, « Le Breuil », sur la commune du Breuil à 5 km à vol d'oiseau, est de 11,6 °C et le cumul annuel moyen de précipitations est de 749,8 mm,. Pour l'avenir, les paramètres climatiques de la commune estimés pour 2050 selon différents scénarios d'émission de gaz à effet de serre sont consultables sur un site dédié publié par Météo-France en novembre 2022.

## Urbanisme

### Typologie
Au 1er janvier 2024, Bully est catégorisée commune rurale à habitat dispersé, selon la nouvelle grille communale de densité à sept niveaux définie par l'Insee en 2022.
Elle appartient à l'unité urbaine de L'Arbresle, une agglomération intra-départementale regroupant huit  communes, dont elle est une commune de la banlieue,,. Par ailleurs la commune fait partie de l'aire d'attraction de Lyon, dont elle est une commune de la couronne,. Cette aire, qui regroupe 397 communes, est catégorisée dans les aires de 700 000 habitants ou plus (hors Paris),.

### Occupation des sols
L'occupation des sols de la commune, telle qu'elle ressort de la base de données européenne d’occupation biophysique des sols Corine Land Cover (CLC), est marquée par l'importance des territoires agricoles (88,7 % en 2018), en diminution par rapport à 1990 (91,7 %). La répartition détaillée en 2018 est la suivante : 
prairies (35,2 %), zones agricoles hétérogènes (29,5 %), cultures permanentes (24 %), zones urbanisées (5,7 %), forêts (5,6 %). L'évolution de l’occupation des sols de la commune et de ses infrastructures peut être observée sur les différentes représentations cartographiques du territoire : la carte de Cassini (XVIIIe siècle), la carte d'état-major (1820-1866) et les cartes ou photos aériennes de l'IGN pour la période actuelle (1950 à aujourd'hui).

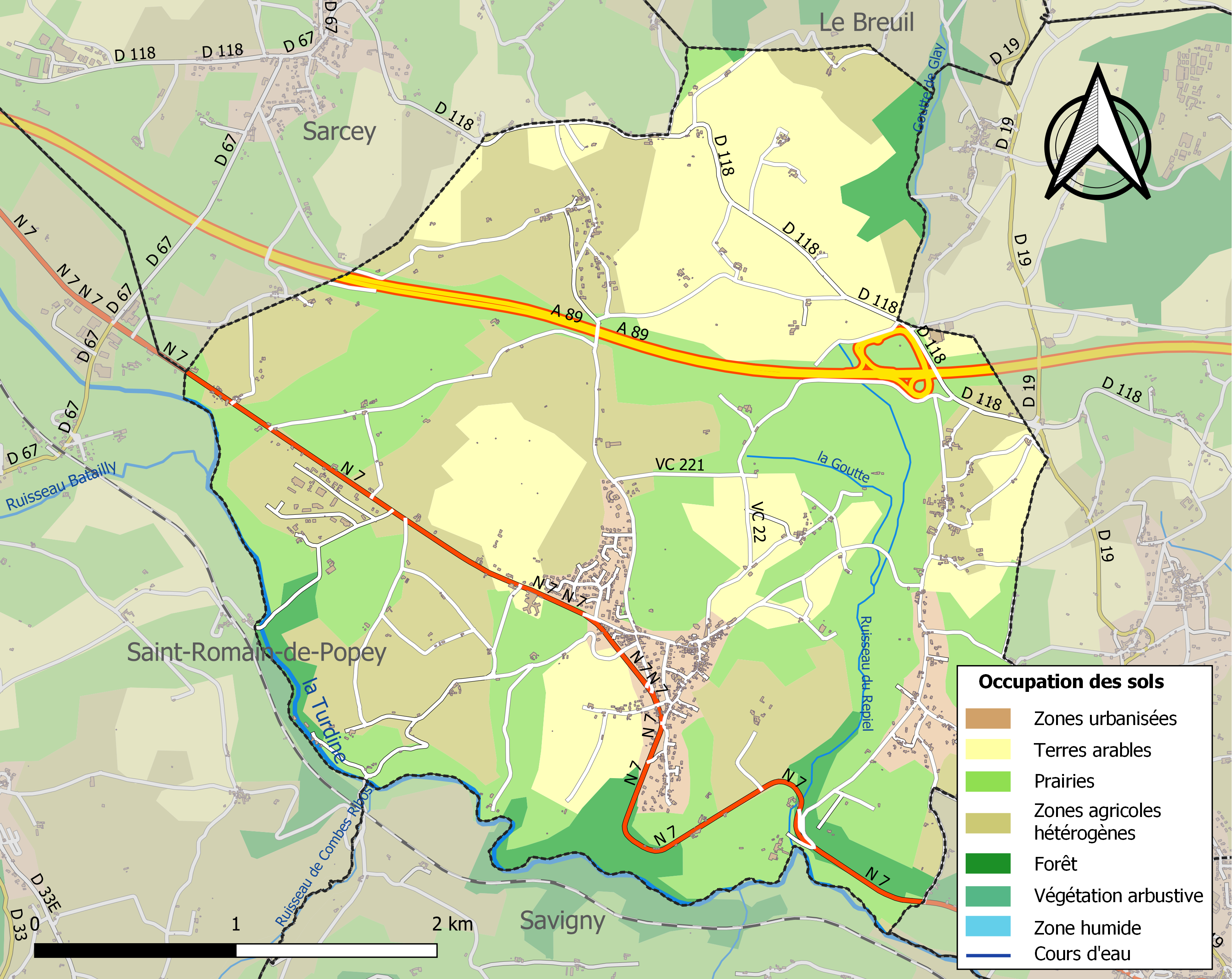
Carte des infrastructures et de l'occupation des sols de la commune en 2018 (CLC).

## Histoire
Bully et ses seigneurs
- Le premier seigneur de Bully qui nous soit connu est Ythier de Bullieu. Nous savons qu'il eut quatre fils d'un premier mariage (Achard, Hugues, Guillaume et Guy) et une fille d'un second mariage qui épouse un seigneur voisin, Étienne de Varennes.
- À la suite d'événements relatés plus loin, la seigneurie de Bully revient à la famille de Varennes qui sera seigneur de Bully jusque vers 1370.
- La famille de Jarolle possède les terres de Bully de 1370 à 1410.
- À la suite d'une union, la seigneurie de Bully devient la propriété des Tholigny. C'est Philippe de Tholigny qui, à la fin du XVe siècle, fait édifier le château dont nous admirons encore aujourd'hui le donjon. Les armes de cette famille sont toujours visibles au-dessus de la porte d'entrée de la tour.
- En 1590, la seigneurie passe à la famille Amyot jusqu'en 1663.
- Clément Amyot occupe en son temps les fonctions de conseiller à Lyon, et de lieutenant à la compagnie du duc de Nemours. Le 22 juillet 1629, il accueille dans sa demeure seigneuriale (le château de Bully) le roi Louis XIII, lequel préfère éviter la ville de Lyon, touchée par la peste[15].
- En 1663, Geneviève Amyot, devenue dame de Bully, épouse Daniel Cholier, seigneur de Cibeins, et apporte ainsi la seigneurie à la famille de Cibeins, une des plus anciennes familles nobles de Dombes.

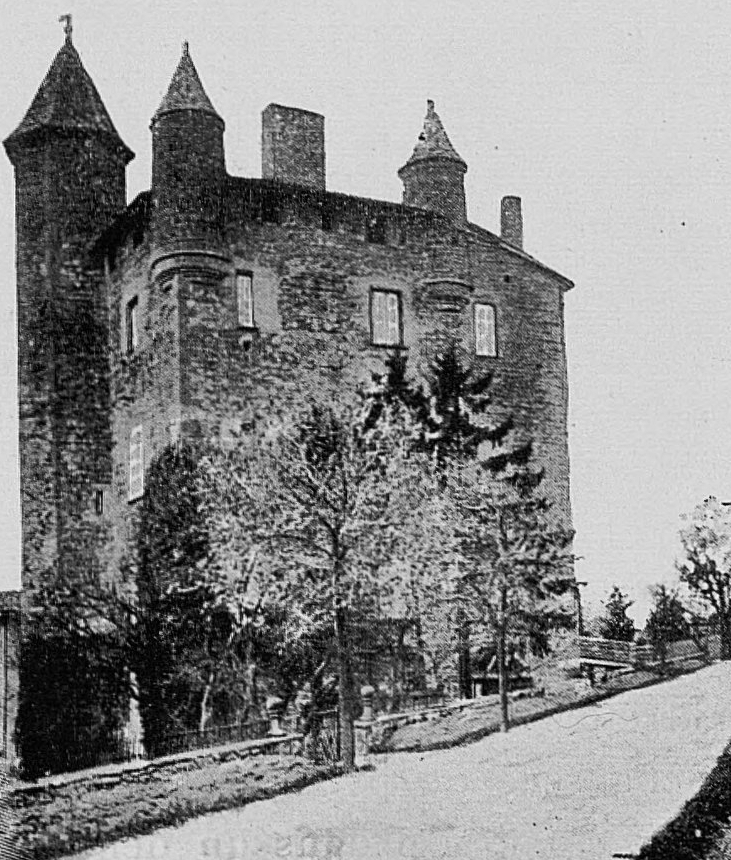
Le château au début du XXe siècle.

- Après la Révolution, le château de Bully sera acheté par la famille Génissieux qui le revendra en 1885 à François Gillet, un industriel lyonnais issu d'une vieille famille paysanne de Bully. C'est son fils Edmond qui, en 1900, confiera à l'architecte Gaspard André[16] la restauration du château pour lui donner l'aspect que nous lui connaissons aujourd'hui.

Le château ne se visite pas
La succession d'Ythier de Bullieu
Lorsque Guy, fils d'Ythier de Bullieu, entre comme moine à l'abbaye de Savigny, Ythier teste en faveur de l'abbaye, stipulant que tous ses biens reviendraient à cette dernière dans le cas où ses autres fils mourraient sans descendance.
Après la mort de leur père en 1095, Achard et Hugues, répondant à l'appel d'Urbain II et de Pierre l'Ermite, s'engagent dans la première croisade (1095-1099) et périssent tous deux en terre sainte.
Vers 1110, Guillaume, le dernier fils, meurt à son tour sans postérité. L'abbaye se dispose alors à prendre possession de son héritage, mais c'est sans compter sur Étienne de Varennes qui a épousé la fille d'Ythier.
Étienne de Varennes conteste les dispositions testamentaires d'Ythier et réclame toute la succession des de Bullieu. Dans un souci d'apaisement, l'abbé de Savigny abandonne à Étienne de Varennes les trois quarts de la succession mais ce dernier s'empare du tout par la force ; il fortifie une grange située sur la route de Savigny et y établit une garnison chargée de rançonner les gens de Savigny. Cette maison forte est connue aujourd'hui sous le nom de "Péage". À son tour, l'abbé va recourir à la force, s'empare de la maison forte et la détruit. L'archevêque de Lyon excommunie alors les religieux de Savigny. Guichard III de Beaujeu, suzerain d'Étienne de Varennes et protecteur de l'abbaye, intervient pour mettre un terme au conflit. On parvient à l'accord suivant : l'abbaye abandonne à Étienne de Varennes le château et les terres de Bully et ce dernier cède à l'abbaye l'église et tous ses biens et renonce à son droit de péage.
C'est ainsi que la famille de Varennes entra en possession des terres et du château de Bully.

## Politique et administration

### Administration municipale
| Période   | Période   | Identité              | Étiquette | Qualité                                                      |
| --------- | --------- | --------------------- | --------- | ------------------------------------------------------------ |
| mars 1989 | juin 1995 | Bruno Sepulchre       |           |                                                              |
| juin 1995 | mars 2001 | André Dumont,         |           | Agronome et dirigeant de laboratoire d'analyses agronomiques |
| mars 2001 | mars 2014 | Thierry Duret         | DVD       |                                                              |
| mars 2014 | En cours  | Charles-Henri Bernard | SE        | Ingénieur                                                    |

### Intercommunalité
Bully fait partie de la communauté de communes du Pays de L'Arbresle (CCPA).

## Population et société

### Démographie
L'évolution du nombre d'habitants est connue à travers les recensements de la population effectués dans la commune depuis 1793. Pour les communes de moins de 10 000 habitants, une enquête de recensement portant sur toute la population est réalisée tous les cinq ans, les populations de référence des années intermédiaires étant quant à elles estimées par interpolation ou extrapolation. Pour la commune, le premier recensement exhaustif entrant dans le cadre du nouveau dispositif a été réalisé en 2007.

En 2022, la commune comptait 2 144 habitants, en évolution de +6,09 % par rapport à 2016 (Rhône : +3,93 %, France hors Mayotte : +2,11 %).
| 1793 | 1800 | 1806 | 1821  | 1831  | 1836  | 1841  | 1846  | 1851  |
| ---- | ---- | ---- | ----- | ----- | ----- | ----- | ----- | ----- |
| 948  | 953  | 886  | 1 081 | 1 179 | 1 404 | 1 493 | 1 494 | 1 692 |

| 1856  | 1861  | 1866  | 1872  | 1876  | 1881  | 1886  | 1891  | 1896  |
| ----- | ----- | ----- | ----- | ----- | ----- | ----- | ----- | ----- |
| 1 724 | 1 808 | 1 842 | 1 638 | 1 740 | 1 682 | 1 633 | 1 534 | 1 455 |

| 1901  | 1906  | 1911  | 1921 | 1926 | 1931 | 1936  | 1946  | 1954  |
| ----- | ----- | ----- | ---- | ---- | ---- | ----- | ----- | ----- |
| 1 333 | 1 216 | 1 137 | 989  | 975  | 958  | 1 092 | 1 095 | 1 039 |

| 1962  | 1968  | 1975  | 1982  | 1990  | 1999  | 2006  | 2007  | 2012  |
| ----- | ----- | ----- | ----- | ----- | ----- | ----- | ----- | ----- |
| 1 039 | 1 032 | 1 095 | 1 224 | 1 464 | 1 739 | 1 973 | 2 003 | 2 082 |

| 2017  | 2022  | - | - | - | - | - | - | - |
| ----- | ----- | - | - | - | - | - | - | - |
| 1 982 | 2 144 | - | - | - | - | - | - | - |

### Enseignement
- École publique (157 élèves en section primaire et maternelle)
- École Saint-Vincent (65 élèves en section primaire et maternelle)
- Halte-garderie « Les p'tits loups ».

### Manifestations culturelles et festivités
- Fin avril - début mai : Fête des classes
- 13 juillet : bal de la Fête nationale
- Juillet : Intervillages (manifestation festive et sportive avec les villages avoisinants)
- 3e jeudi de novembre et week-end suivant : Sortie du beaujolais nouveau
- Début décembre : Manifestations du Téléthon
- Illuminations du 8 décembre

### Santé
- Médecins
- Infirmiers
- Kinésithérapeutes
- Dentiste

### Sports
- Football-Club de Bully
- Tennis Club de Bully
- Tennis de table
- Amicale des boules
- Poney-Club
- Centre équestre
- Gym pour tous & Bully-Gym
- Parc de jeux pour enfants indoor, royal kids

### Culture
- Bibliothèque (livres, CD & DVD)
- Club Photo
- Comité d'animation

### Cadre de vie
- Boulangerie, épicerie, restaurants, bars, etc
- Terrains de sport (football, tennis, basket-ball, handball)
- Piste de Kart : Karting Évasion
- Caves : Agamy, Domaine de la Couvette
- Garages automobiles
- Caserne de sapeurs-pompiers
- Maison de retraite : Le Hameau des aînés

### Environnement
- Sentiers de randonnées

## Culture locale et patrimoine

### Lieux et monuments
- Château de Bully

Château construit vers 1480 par la famille de Tholigny. Restauré au XIXe siècle. Non visitable. Visible de l'extérieur uniquement.
Le château de Bully est de style Renaissance florentine.
À l'origine, c'était une construction militaire qui avait, entre autres, pour but de surveiller et de défendre la "via Fancisca" (VIe siècle) qui deviendra plus tard la RN7.
- Église Saint-Polycarpe

L'église paroissiale de Bully a été construite entre 1857 et 1861 par l'architecte Journoud sur plans de Bossan. Conçue en pierre jaune de Glay et en pierre bleue d'Apinost. Amples voûtes hautes de 13 m. Piliers en pierre de Lucenay, aux chapiteaux finement sculptés. Vitraux de Barelon, Mauvernay, Bégule Statues de Joseph-Hugues Fabisch. Trois imposants lustres en bronze incrustés d'émaux. Rénovée entièrement en 1995.
La première mention de l'église de Bully remonte à 984, date à laquelle l'archevêque de Lyon reconnaît posséder cette église. C'est sans doute la famille de Bullieu qui a fait édifier la première église. De style roman, elle est alors située à l'intérieur du vingtain. Placée sous le patronage de saint Polycarpe, elle est dotée de trois autels sous les vocables de Saint-Clair, Saint-Roch et Saint-Eloy. De cet édifice primitif, il ne reste rien aujourd'hui.
En 1101, Hugues, archevêque de Lyon, fait don de l'église de Bully à l'abbaye de Savigny. Dès lors, c'est l'abbé qui nomme à la cure de Bully et cette situation perdurera jusqu'à la sécularisation de l'abbaye en 1780.
En 1742, le curé Claude Bayard, pour une raison inconnue, entreprend la construction d'une nouvelle église, cette fois-ci hors du vingtain, à l'emplacement de l'église actuelle. Cette nouvelle église est consacrée le 28 octobre 1743. L'ancienne église devient alors le bûcher de la cure. Spoliée à la Révolution et déjà très vétuste, elle est acquise en 1839 par monsieur Génissieux, déjà propriétaire du château, qui la fera démolir.
Au début de la seconde moitié du XIXe siècle, l'église étant devenue trop exigüe, le curé d'alors, l'abbé Giraud suggère l'édification d'une église plus spacieuse. Les plans seront dressés par Pierre Bossan, l'architecte de Fourvière et la construction commencera en 1857 pour s'achever en 1861. L'église est livrée au culte sans attendre, le reste des travaux s'échelonnant jusqu'à la fin du siècle.
Mais de fait, cette église restera inachevée. Il faudra attendre près d'un siècle et demi pour qu'en 1990, sous l'impulsion conjointe du conseil municipal et du conseil paroissial, soit décidée une restauration de l'édifice. Cette restauration sera réalisée entre janvier et juin 1995 et l'inauguration sera célébrée le 25 juin de cette même année.

### Patrimoine culturel
- Mairie de Bully

Située au "Vingtain", la mairie de Bully est un bâtiment du XVIIe siècle reposant sur des assises du XVe siècle de l'enceinte primitive. La galerie, soutenue par des colonnes de pierres en saillie sur la façade, date de 1927.

### Espaces verts et fleurissement
En 2014, la commune obtient le niveau « une fleur » au concours des villes et villages fleuris.

### Galerie de photos

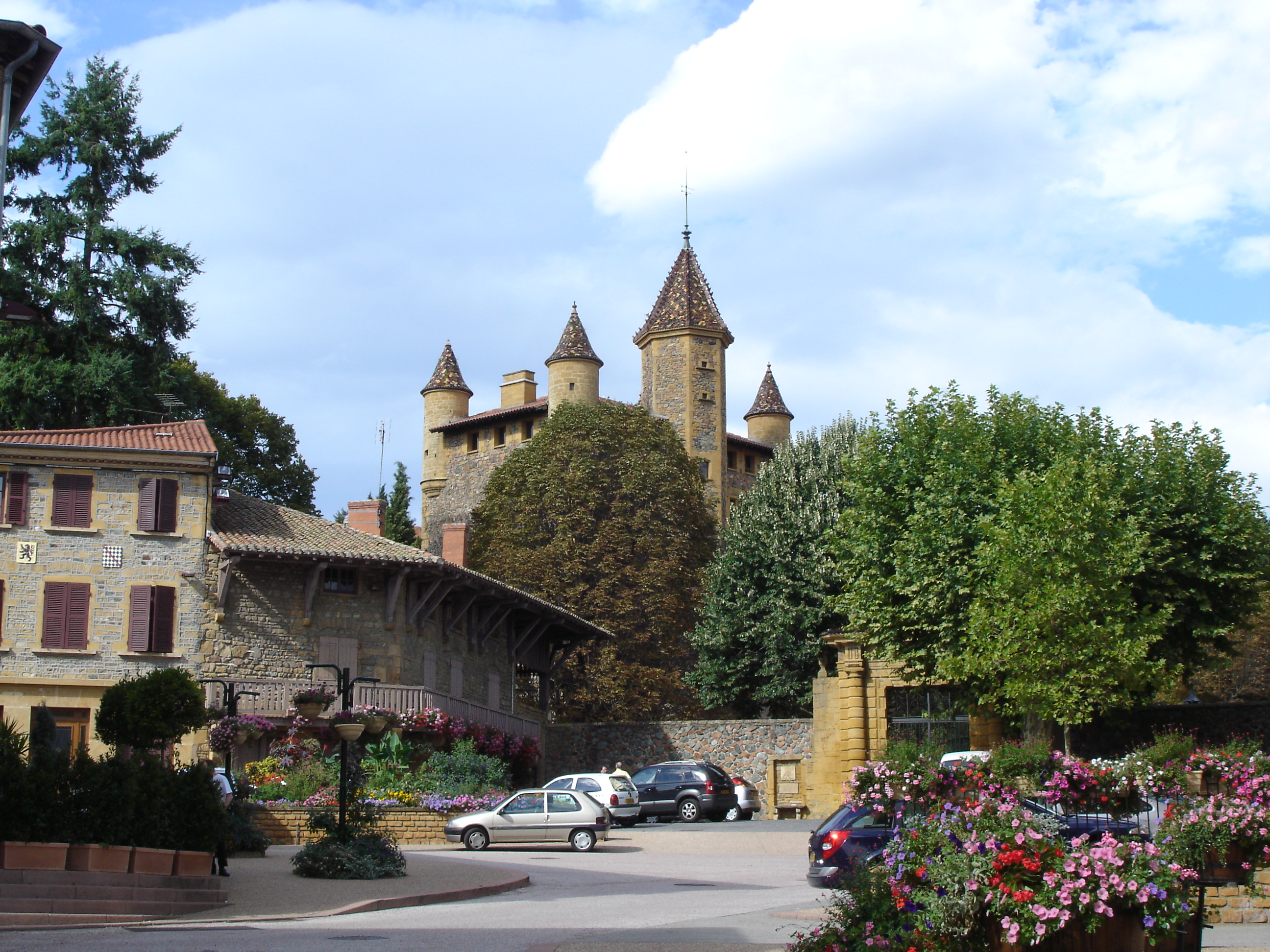
Place du Château.
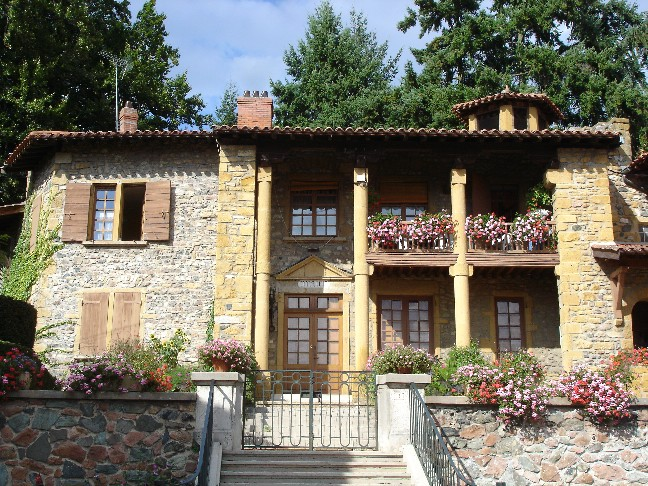
Mairie de Bully (ancienne entrée).
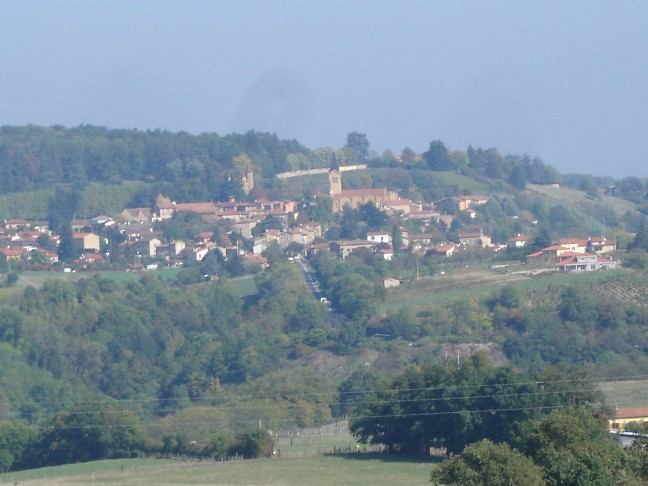
Bully, vue de la route de Saint-Romain à Savigny.
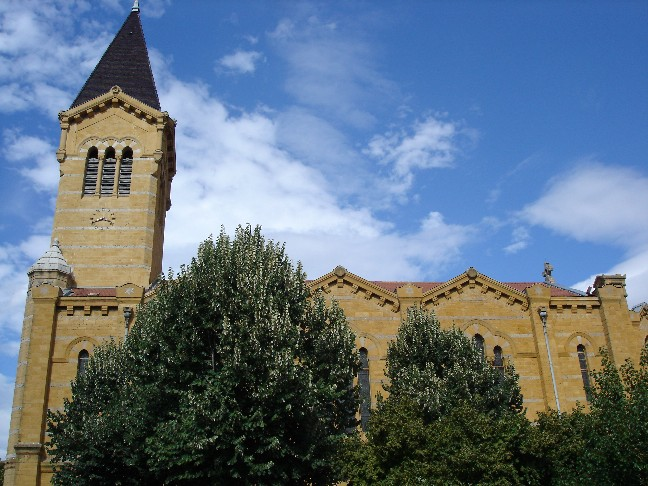
Église Saint-Polycarpe.
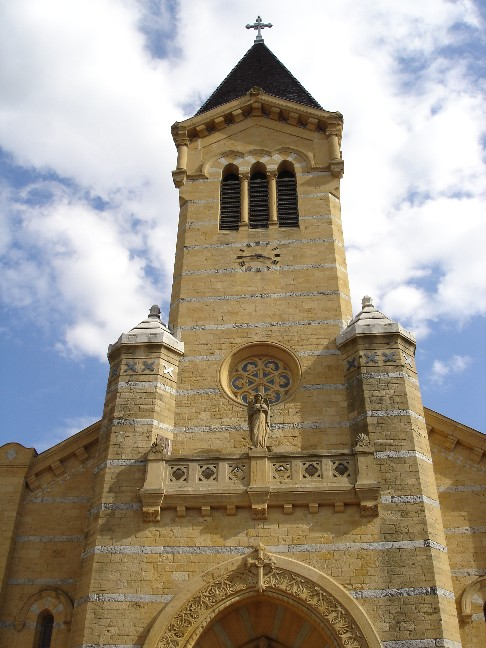
Église Saint-Polycarpe.
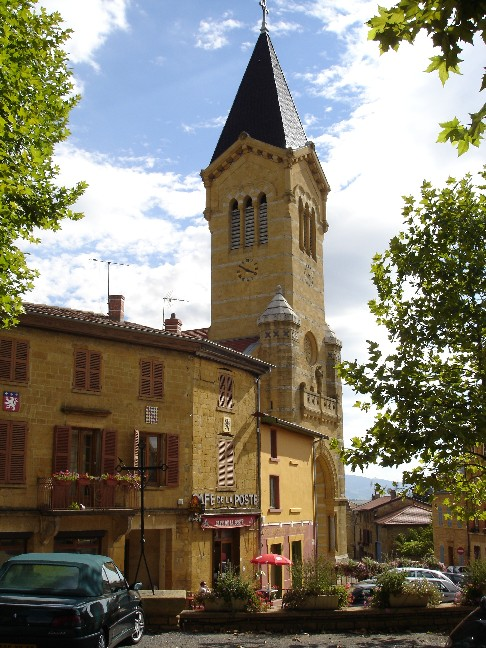
L'église Saint-Polycarpe vue de la place du Château.
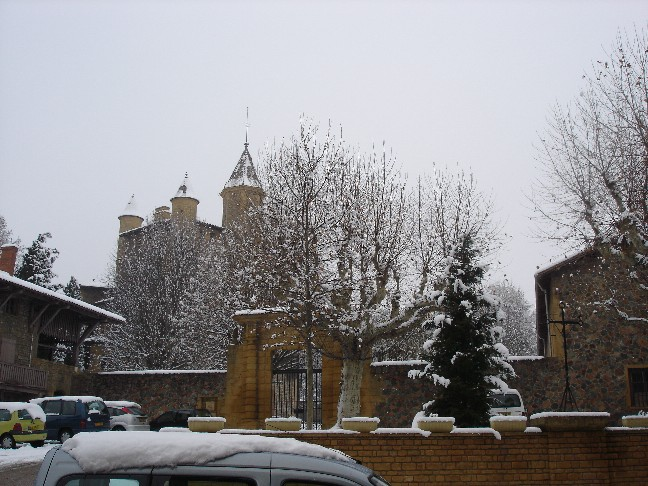
La place du Château en hiver.
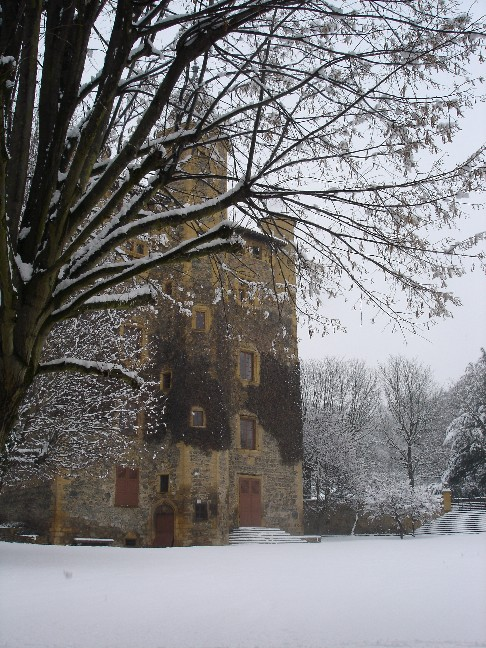
Le château de Bully sous la neige.
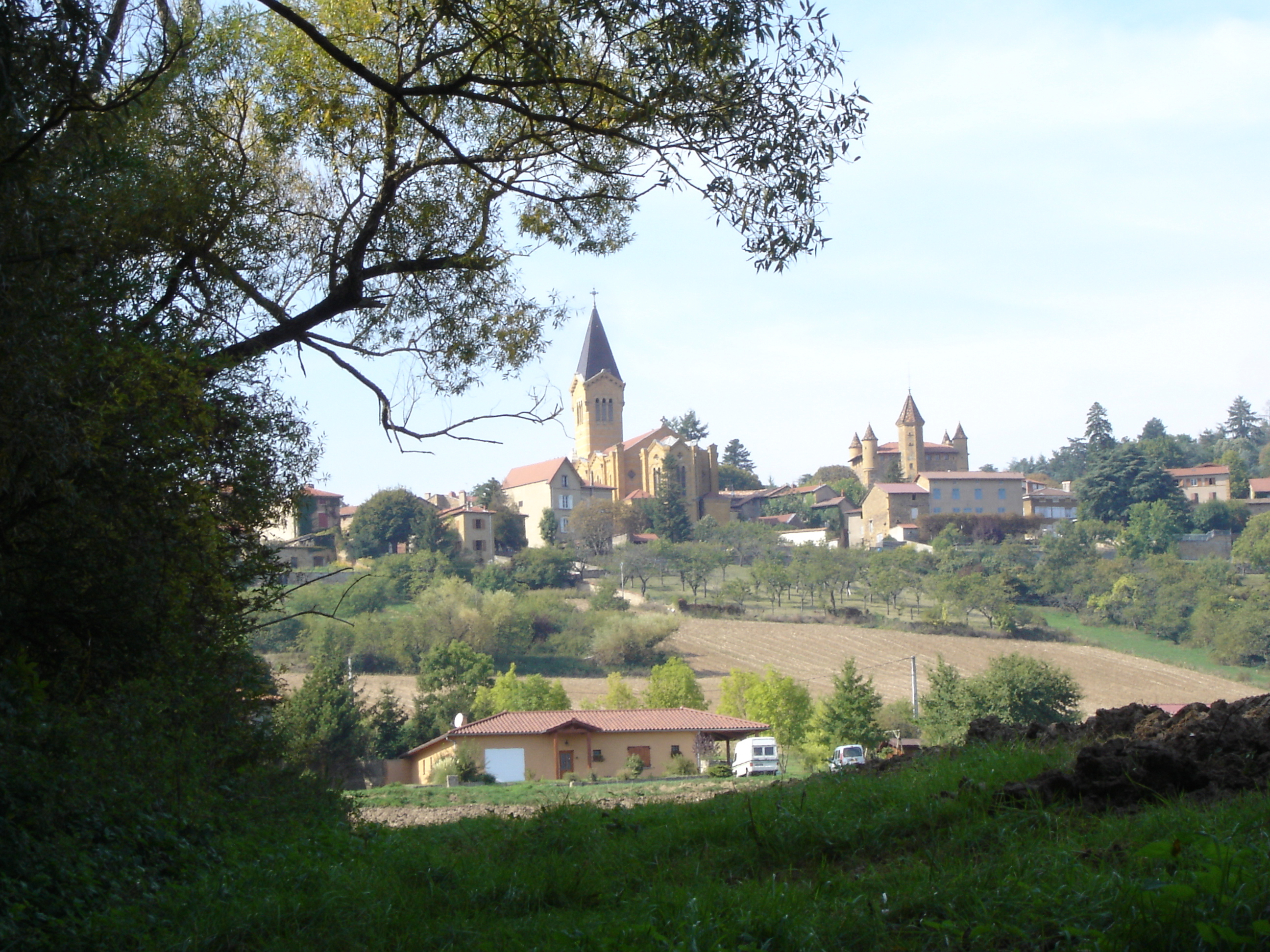
Bully, vue du bois de sous-Bully.
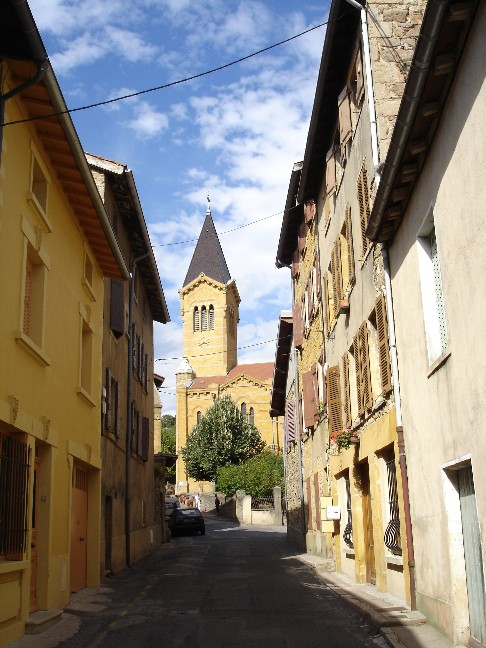
La rue de la Poterne.
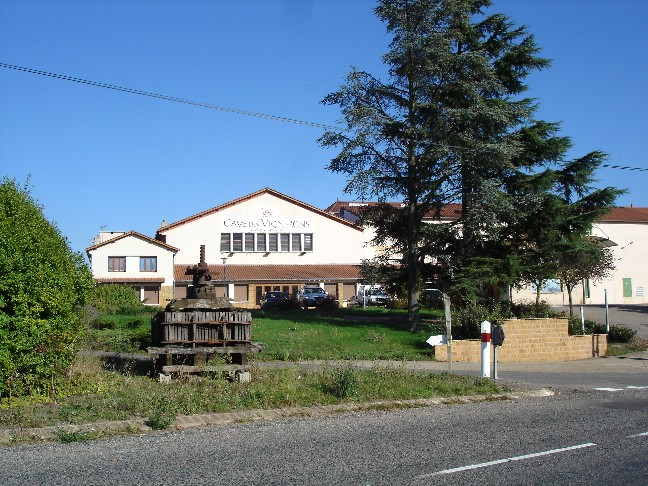
Cave des Vignerons.

### Personnalités liées à la commune
- François Dumouchel (1772-?), artiste exilé dans le Bas-Canada, il est reconnu pour ses fresques animées et ses spectacles d'ombres chinoises. Lors de son séjour à Ville-Marie, il emprunta le pseudonyme « Euterke » pour signer son travail.
- François Gillet créateur de la société de chimie au XIXe siècle, qui sera finalement vendu à Rhône Poulenc dans les années 1970.
- Jean Mirio (1928 - 2018), héraldiste (élève de Jean Tricoud), généalogiste, et historien local, auteur de nombreuses monographies sur Bully et sa région.
- Jean-François Bizot (1944 - 2007) écrivain, journaliste, fondateur d'Actuel, Nova press, Radio Nova et d'autres médias. Descendant de la famille Gillet par sa mère, il a grandi en bonne partie dans la commune, dans le château familial. Il est enterré au cimetière de Bully.

## Télévision
Depuis le 31 mars 2005, un émetteur situé à Fourvière permet aux habitants de Bully de recevoir les programmes de la TNT.
Un autre émetteur situé sur le Crêt d'Arjoux a été allumé en septembre 2011 afin d'améliorer la couverture.